# Bernice Gera

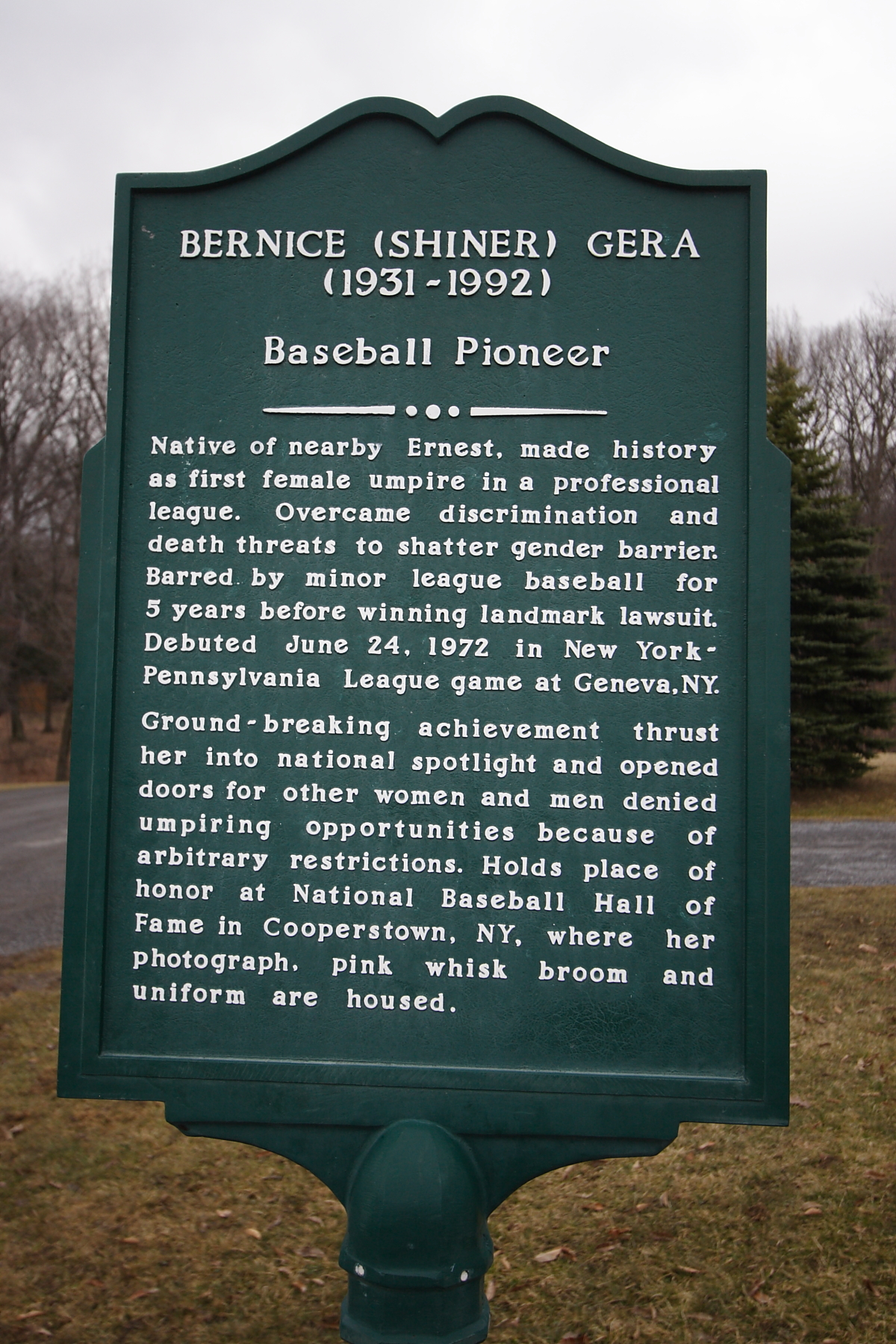
Marcador histórico de Bernice Gera

Bernice Shiner Gera (15 de junio de 1931 – 23 de septiembre de 1992) fue la primera ampáyer mujer en el béisbol profesional. Se retiró después de un juego citando el resentimiento de otros ampáyers.

## Vida
Nacida en Ernest (Pensilvania) y una de cinco niños, Gera amaba el béisbol de pequeña y creció jugando como jardinera y arbitrando juegos. Ella nunca consideró una carrera en el béisbol hasta sus treinta y cinco años, casada, viviendo en Jackson Heights, NY y trabajando como secretaria. De acuerdo con un artículo de Time, la idea de volverse ampáyer se le ocurrió una noche y vio su trabajo arbitrando juegos como una "forma de bienestar social", pues tener a una mujer en el campo llevaría a tener "menos problemas" y animaría a otras mujeres a asistir a los juegos. Gera le contó a su esposo, un fotógrafo independiente, sobre la idea y se inscribió en la Escuela de Béisbol de Florida en 1967.
Como el arbitraje de béisbol era una profesión estrictamente masculina en aquel momento, la escuela no tenía ninguna instalación para Gera, y gastó mucho del programa de seis semanas viviendo en un motel cercano. Varios informes indican que ella sobresalió en su formación, pero aun así Gera fue rechazada por la Asociación Nacional de Ligas de Béisbol (NABL), el cual indicó que no cumplía con los requisitos físicos del trabajo. Ed Doherty, un ejecutivo de béisbol, indicó que los ampáyers debían tener entre 21 y 35 años de edad, un mínimo de 5 pies y 10 pulgadas de estatura, y pesar 170 libras mientras Gera era sólo tenía 5 pies y 2 pulgadas de estatura, tenía 38 años de edad, y pesaba 126 libras. Gera también tenía experiencia previa arbitrando para el Congreso de Béisbol Nacional en Bridgeton, NJ así como en "programas recreativos en los barrios bajos" pero esto no fue suficiente para conseguirle un trabajo. Al ser incapaz de obtener trabajo como ampáyer mujer, el 19 de marzo de 1969, Gera archivó un caso de discriminación sexual bajo el Título VII del Acta de Derechos Civiles con la Comisión de Derechos Humanos del Estado de Nueva York En su queja, acusó tanto a la Liga de Béisbol Profesional de Nueva York y a su presidente, Vincent McNamara, de no emplearle como ampáyer debido a su sexo. En su defensa, McNamara citó el hecho de que no habían vestidores para mujeres y el vocabulario soez en el campo como razones para no permitir a las mujeres arbitrar juegos.
Sin inmutarse, Gera luchó contra la NABL en la corte por cinco años. El representante Mario Biaggi (D., N.Y.) , representó a Gera legalmente en la corte y, utilizando la historia de Gera  como inspiración, introdujo una enmienda Constitucional de igualdad de derechos a la Casa durante su tiempo en el Congreso. El 13 de enero de 1972, Gera finalmente ganó una demanda de discriminación contra la NABL, ganando la aprobación en El Tribunal de Apelaciones en una decisión de 5-contra-2. Aunque no era un miembro del grupo de liberación de mujeres, fue una "partidaria de la igualdad laboral" y vio esto como victoria enorme. Luego recibió un contrato para trabajar en la New York–Penn League el 13 de abril, abriéndole la puerta para convertirse en la primera ampáyer mujer en el béisbol profesional. El 23 de junio de 1972, obtuvo atención nacional cuándo arbitró el primer juego de una liga menor Clase A entre los Geneva Senators y los Auburn Twins. El juego fue una venta casi completa con 2,000 personas que asistieron al juego en el Parque Shuron en Geneva, N.Y.
En la cuarta entrada, Gera declaró quieto al corredor Terry Ford de Auburn en la segunda base en un doble play, y luego revocó su decisión. El mánager de Auburn Nolan Campbell discutió la decisión y dijo que el primer error de Gera fue ponerse un uniforme de ampáyer y el segundo hacer la decisión. Campbell fue expulsado del juego, pero Gera igual decidió retirarse entre los juegos, lo cual se dijo después que fue planeado, diciendo que se desilusionó con el arbitraje cuándo los otros ampáyers se negaban a cooperar con ella en el campo. Ella estaba programada para ser la ampáyer del home plate en el segundo juego.
Gera cita el "frío resentimiento" de tanto los otros ampáyers como y el establecimiento de béisbol como motivación para su decisión para retirarse y no su disputa con el mánager de Auburn Nolan Campbell. Esto, junto con amenazas verbales, escritas y físicas le disgustaron y contribuyeron a su desilusión con la cultura del béisbol. Ocho hombres, por ejemplo, presuntamente destrozaron la luz afuera de la habitación de Gera y la insultaron en la noche anterior a primer juego, percibiéndola como un "ataque sobre la fraternidad masculina del béisbol. Aunque se retiró poco tiempo después de convertirse en ampáyer, Gera vio esto como una victoria más grande y simbólica para las mujeres que participan en los deportes históricamente percibidos como "sólo para hombres."
"Bernice siempre decía, 'los pude derrotar en la corte, pero puedo no los puedo derrotar en el campo'" Citaba Steve Gera, su marido. A pesar de que dejó de arbitrar, Bernice Gera se quedó en el juego. Fue a trabajar para los New York Mets en las promociones y relaciones comunitarias del equipo de 1974 a 1979 antes de retirarse a Florida.
Bernice Murió de cáncer de riñón en 1992 en el Memorial Hospital West en Pembroke Pinos, Florida a los 61 años de edad.